# La Clef
La Clef è un film del 2007 diretto da Guillaume Nicloux.